# Azilia eryngioides
Azilia eryngioides (Pau) Hedge & Lamond – gatunek rośliny z rodziny selerowatych (Apiaceae). Jest jedynym przedstawicielem monotypowego rodzaju Azilia Hedge & Lamond. Gatunek występuje endemicznie w Chuzestanie i Lorestanie w zachodnim Iranie.
Nazwa naukowa rodzaju pochodzi od lokalnej nazwy tej rośliny w języku luri (azil). Epitet gatunkowy po łacinie oznacza „podobny do mikołajka (Eryngium)”, z uwagi na podobne, niebieskawe, kolczaste liście tych roślin.
Nazwę naukową Azilia nadano również rodzajowi pająków z rodziny kwadratnikowatych (Azilia Keyserling, 1881).

## Morfologia
PokrójWieloletnia roślina zielna osiągająca do 2 metrów wysokości.
PędZdrewniałe kłącze o średnicy do 9 cm, z pozostałościami nasad ogonków liściowych. Łodygi liczne, masywne, drobno żłobione, o wysokości 1–2 metrów i średnicy u nasady 9–14 mm.
LiścieLiścienie wąsko eliptyczne, długości 40–50 mm, szerokości 3–4 mm. Liście siewek proste lub trójkątne, szerokoeliptyczne lub romboidalne, zakończone kolcem, długości 1,5–3 cm, szerokości 1,5–3 cm, ogonki długości 3–6,5 cm. U roślin dorosłych liście odziomkowe niebieskawe, skórzaste, rzadko proste, zazwyczaj pierzaste, z 2–6 parami listków, mniej więcej podługowate w zarysie, długości (5–)24–55 cm i szerokości (3,5–)7–14,5 cm, w tym ogonek liściowy z krótką, szeroko trójkątną nasadą, o długości 4,5–15 cm. Listki szeroko jajowate do niemal okrągłych lub nerkowatych, o długości (1–)2,5–6(–8) cm i szerokości (1–)3,5–12,5 cm; brzegi chrząstkowate z 8–17 mocnymi, kolczastymi ząbkami; ogoneczki długości ok. 4 cm; użyłkowanie niepozornie dłoniaste, zanikające przed osiągnięciem brzegu blaszki. Liście łodygowe od 5 do 7, podobne do liści odziomkowych ale mniejsze, zmniejszające się ku górze łodygi.
KwiatyKwiatostany wąskie, wiechowate, w górnej części rozgałęzione, z ok. 7 odgałęzieniami o długości ok. 7–14 cm, każde z (1–)3(–5) baldachami na krótkich szypułach, wspartymi ok. 5 podługowato-trójkątnymi, odgiętymi, grubymi pokrywami o długości 2–4 mm. Każdy baldach składa się z 4–10 mniej więcej równych, rozpostartych szypułek pierwszego rzędu, zgrubiałych u nasady, długości 1,5–4,5 cm. Każdy baldaszek składa się z 7–11 szypułek drugiego rzędu, o długości 3–7 mm i jest wsparty około pięcioma trójkątno-lancetowatymi pokrywkami o długości 1,5–2,5 mm. Działki kielicha małe, ale wydatne. Płatki korony niepozorne, mniej więcej zwinięte, grube, różowofioletowo-białe z fioletowym odcieniem.
OwoceEliptyczne rozłupnie. Rozłupki silnie ściśnięte grzbietowo (wąsko eliptyczne na przekroju poprzecznym), długości 8–10 mm, szerokości 4–5 mm, o zgrubiałych brzegach, grzbietowo z niepozornymi, równowąskimi prążkami. Karpofor dwudzielny, trwały, pozostający po odpadnięciu rozłupek.

## Biologia i ekologia
SiedliskoPiargi na stromych, zachodnich zboczach gór Zagros, na wysokości 2000–2300 m n.p.m., w zbiorowiskach z klonem francuskim.
Cechy fitochemiczneCzęści naziemne roślin z tego gatunku zawierają olejki eteryczne, zawierające m.in. 63,8% α-Pinenu, 18,9% octanu bornylu, 2,6% β-pinenu, 2,1% linalolu, 1,3% cytralu, 1,1% p-Cymenu i 1% bergamotenu. Olejki te działają owadobójczo i są toksyczne między innymi dla wołka zbożowego i trojszyka gryzącego. Rośliny te zawierają również fenole i flawonoidy. Ekstrakty etanolowe z części naziemnych tej rośliny wykazują silne działanie przeciwutleniające, grzybobójcze i bakteriobójcze.
GenetykaLiczba chromosomów 2n = 22. Kariotyp składa się z 9 par chromosomów submetacenterycznych i metacentrycznych oraz 2 par chromosomów akrocentrycznych, z których na jednej występują trabanty.

## Systematyka
Gatunek z monotypowego rodzaju Azilia Hedge & Lamond z podrodziny Apioideae w rodzinie selerowatych (Apiaceae).
Lektotyp gatunku, zebrany w czerwcu 1899 r. w dolinie Bazuft w górnym odcinku rzeki Karun w Chuzestanie, jest przechowywany w zielniku Królewskiego Ogrodu Botanicznego w Madrycie. 